# Crypsitricha roseata
Crypsitricha roseata är en fjärilsart som beskrevs av Edward Meyrick 1913. Crypsitricha roseata ingår i släktet Crypsitricha och familjen äkta malar. Inga underarter finns listade i Catalogue of Life.